# Piet van der Lans
Petrus Johannes Marinus "Piet" van der Lans (nascido em 10 de setembro de 1940) é um ex-ciclista holandês, que competia em provas de ciclismo de pista.
Competiu nos Jogos Olímpicos de Roma 1960 na perseguição por equipes de 4 km, sendo eliminado nas quartas de final com um tempo de 4.29,98, ficando com a quinta posição na classificação geral. Tornou-se profissional em 1964 e permaneceu até 1972.